# Шатернікова Аліна Анатоліївна
Шатернікова Аліна Анатоліївна  (нар. 17 червня 1975, Дніпропетровськ) — українська екс-чемпіонка світу з професійного боксу, віце-президент Ліги професійного боксу України. Заслужена працівниця фізичної культури і спорту України (2019).

## Життєпис
З дитинства займалася спортом. Спочатку батьки віддали Аліну на фігурне катання. Але тренери говорили, що дівчинці бракує пластичності, гнучкості й жіночності. Це її дуже засмучувало. Потім Аліна перейшла на дзюдо, а згодом, з 1993 року, на кікбоксинг. Перші тренери - Володимир Золотарьов і Михайло Мацих .
26 листопада 1999 року в бою зі швейцаркою Сабіною Ріттер Аліна завоювала титул чемпіонки Європи з професійного боксу за версією WIBF. Відстоювала цей титул три рази.
13 червня 2002 року у Лондоні (Англія) Аліна Шатернікова виграла титул чемпіонки світу з професійного боксу. Її суперницею була англійка Кетті Браун, яка виступала в вищій ваговій категорії (51 кг). Браун була важча, в ході поєдинку дуже багато клінчувала і вступала в ближній бій. Поєдинок був важким, але Аліна перемогла за очками, одноголосним рішенням суддів.
24 лютого 2005 року виграла бій за титул чемпіонки світу в Києві. Перемігши американку Стефані Доббс, вона стала чемпіонкою світу за версією Global Boxing Union (GBU) у вазі до 52,163 кг.
На відміну від німецьких і англійських боксерок, які дотримувалися силового стилю в боксі, Аліна робила акцент на техніку та швидкість.
11 серпня 2014 року Шатернікова виставила свій чемпіонський пояс за версією GBU на благодійний аукціон і передала виручені 20 тисяч гривень на лікування поранених у зоні АТО бійців: Іллі Дроздюка і Віктора Бойка.

## Таблиця боїв
| 16 Перемог (2 нокаутом, 14 за рішенням суддів), 2 Поразки (0 нокаутом, 2 за рішенням суддів) |        |                  |        |            |                   |                                     |                                                                |
| Результат                                                                                    | Рекорд | Суперник         | Спосіб | Раунд, час | Дата              | Місце проведення                    | Примітки                                                       |
| Перемога                                                                                     | 16-2   | Стефані Доббс    | UD     | 10         | 24 лютого 2005    | Палац спорту, Київ                  | Виграла вакантний тутул чемпіонки GBU в другій найлегшій вазі. |
| Перемога                                                                                     | 15-2   | Майя Френзель    | UD     | 6          | 31 січня 2004     | Палац спорту, Київ                  |                                                                |
| Перемога                                                                                     | 14-2   | Соня Перейра     | UD     | 6          | 6 вересня 2003    | Палац спорту, Київ                  |                                                                |
| Перемога                                                                                     | 13-2   | Кетті Браун      | PTS    | 10         | 13 червня 2002    | Equinox Nightclub, Вест-Енд, Лондон | Виграла вакантний тутул чемпіонки IBF в легшій вазі.           |
| Перемога                                                                                     | 12-2   | Светла Таскова   | UD     | 4          | 23 березня 2002   | Circus, Київ                        |                                                                |
| Поразка                                                                                      | 11-2   | Регіна Хальміх   | UD     | 10         | 21 липня 2001     | Tivoli Eissporthalle, Аахен         | Бій за тутул чемпіонки IBF в найлегшій вазі.                   |
| Перемога                                                                                     | 11-1   | Інна Івановська  | PTS    | 4          | 15 червня 2001    | Казино Бінго, Київ                  |                                                                |
| Перемога                                                                                     | 10-1   | Марина Осовська  | PTS    | 4          | 30 квітня 2001    | Circus, Київ                        |                                                                |
| Перемога                                                                                     | 9-1    | Олена Яковенко   | TKO    | 3 (10)     | 27 січня 2001     | Палац спорту «Надія», Миколаїв      | Виграла тутул чемпіонки Європи EBU в найлегшій вазі.           |
| Поразка                                                                                      | 8-1    | Регіна Хальміх   | SD     | 10         | 16 грудня 2000    | Grugahalle, Ессен                   | Бій за тутул чемпіонки IBF в найлегшій вазі.                   |
| Перемога                                                                                     | 8-0    | Вікторія Варга   | PTS    | 6          | 22 липня 2000     | Аскона, Тічино                      |                                                                |
| Перемога                                                                                     | 7-0    | Маріетта Іванова | PTS    | 8          | 17 червня 2000    | Драматичний театр, Маріуполь        |                                                                |
| Перемога                                                                                     | 6-0    | Тетяна Бохонова  | UD     | 4          | 21 січня 2000     | Circus, Київ                        |                                                                |
| Перемога                                                                                     | 5-0    | Сабіна Ріттер    | UD     | 10         | 26 листопада 1999 | Аскона, Тічино                      | Виграла тутул чемпіонки Європи EBU в найлегшій вазі.           |
| Перемога                                                                                     | 4-0    | Сабіна Ріттер    | UD     | 6          | 24 липня 1999     | Аскона, Тічино                      |                                                                |
| Перемога                                                                                     | 3-0    | Ірина Піляк      | UD     | 4          | 28 листопада 1998 | Golden Belt, Київ                   |                                                                |
| Перемога                                                                                     | 2-0    | Тетяна Лебедєва  | PTS    |            | 15 березня 1998   | Golden Belt, Київ                   |                                                                |
| Перемога                                                                                     | 1-0    | Тетяна Волкова   | TKO    |            | 2 грудня 1997     | Мінськ                              |                                                                |